# Melis Durul
Melis Durul (Istanbul, 21 ottobre 1993) è una pallavolista turca, opposto dell'AGIL.

## Carriera

### Club
La carriera di Melis Durul inizia a livello giovanile nell'ES Voleybol, dove gioca sei annate, prima di entrare a far parte del settore giovanile dell'Eczacıbaşı, dove gioca per altre due annate, venendo promossa in prima squadra nella stagione 2012-13, esordendo in Voleybol 1. Ligi e vincendo la Supercoppa turca. Dalla stagione seguente milita per un triennio nel Sarıyer.
Nel campionato 2016-17 approda al VakıfBank, club col quale si aggiudica due Champions League, il campionato mondiale per club 2017, la Supercoppa turca 2017, la Coppa di Turchia 2017-18 e lo scudetto 2017-18.
Nella stagione 2018-19 approda al Çanakkale, mentre dalla stagione seguente fa ritorno all'Eczacıbaşı, conquistando due Supercoppe turche. Dopo un'annata con il Nilüfer, per il campionato 2022-23 gioca per la prima volta all'estero, ingaggiata dalle polacche del Budowlani Łódź, in Liga Siatkówki Kobiet; in quello 2023-24 indossa la casacca dell'AGIL, nella Serie A1 italiana, con cui si aggiudica la WEVZA Cup.

### Nazionale
Nel 2012 fa il suo esordio nella nazionale turca, in occasione della European League, mentre con la nazionale under 23 vince la medaglia di bronzo al Campionato mondiale under 23 2015.
Nel 2018 conquista la medaglia di bronzo ai XVIII Giochi del Mediterraneo.

## Palmarès

### Club
- Campionato turco: 1

2017-18
- Coppa di Turchia: 1

2017-18
- Supercoppa turca: 4

2012, 2017, 2019, 2020
- Campionato mondiale per club: 1

2017
- Champions League: 2

2016-17, 2017-18
- WEVZA Cup: 1

2023

### Nazionale (competizioni minori)
- Campionato mondiale under 23 2015
- Montreux Volley Masters 2016
- Giochi del Mediterraneo 2018